# Rebel Moon - Parte 1: A Menina do Fogo
Rebel Moon – Part One: A Child of Fire (no Brasil e em Portugal, Rebel Moon - Parte 1: A Menina do Fogo) é um filme épico americano de aventura de ficção científica dirigido por Zack Snyder a partir de um roteiro que ele co-escreveu com Shay Hatten e Kurt Johnstad, baseado em uma história que ele também criou com Johnstad. O filme é estrelado por Sofia Boutella, Charlie Hunnam, Ray Fisher, Djimon Hounsou, Bae Doona, Staz Nair, Jena Malone, Stuart Martin, Ed Skrein, Cary Elwes, Corey Stoll e Alfonso Herrera.
Rebel Moon é uma co-produção de The Stone Quarry e Grand Electric, e foi lançado em 22 de dezembro de 2023 na Netflix.
Apesar de ter sido um sucesso de público, foi considerado um fracasso de crítica.

## Sinopse
Atticus Noble, um sádico almirante do Império, chega na colônia lunar de Veldt em nome do Mundo Mãe, uma entidade interestelar alimentada por séculos de conquistas e guerras. Noble explica que suas tropas estão caçando um bando de fugitivos liderados pelos irmãos Devra e Darrian Bloodaxe e oferece um acordo pelos excedentes das plantações do vilarejo. O líder local, Sindri, recusa a oferta afirmando que os plantadores não têm recursos para sobreviver. Gunnar, um dos plantadores, ignora os conselhos de Sindri e Kora e revela que o vilarejo pode produzir excedentes e negociar com o Império. Noble mata Sindri diante de toda a comunidade e ordena que Gunnar prepare a remessa de grãos em dez semanas. Noble parte deixando uma pequena tropa de soldados e o robô "Jimmmy" para supervisionar a plantação. Num ato de impulsividade, Kora e Jimmy matam todos os soldados do Império que tentavam abusar sexualmente de uma jovem do vilarejo. Kora alerta que sua atitude irá provocar uma reação imediata do Império e que Noble irá massacrar toda a vila ao descobrir a morte de seus soldados. 
Kora decide formar uma resistência e se preparar para o retorno das forças do Império. Kora e Gunnar viajam até a cidade portuária de Providence para recrutar guerreiros incluindo Titus, um general desertor do Império. Durante sua jornada, Kora revela a Gunnar que já serviu ao Império e que foi adotada por Balisarius após seu planeta natal ter sido destruído pelo Império. Kora narra que tornou-se guardiã da Princesa Issa, a herdeira do Império, e que a família real foi assassinada durante e Balisarius declarado regente.
Em Providence, Kora e Gunnar contatam o contrabandista Kai que concorda em levá-los ao General Titus. No caminho, Kai apresenta dois guerreiros: o domador de feras Tarak e a espadachim ciborgue Nemesis. O grupo chega a uma arena de gladiadores em uma lua remota e encontra Titus em estado de total embriaguez. Titus inicialmente resiste a oferta de Kora, mas concorda pela possibilidade de vingar a morte de seus antigos soldados. Kora se aproveita dos acordos de Gunnar com os Bloodaxes e Darrian concorda em defender Veldt com seus rebeldes, incluindo Milius, enquanto Devra e o restante da resistência partem do planeta Sharaan. Noble invade o planeta em seguida e aniquila toda a população como punição por apoiar a resistência. 
Kai diz a Kora que se sentiu tocado pela oferta de uma nova vida e que ainda possui um carregamento contrabandeado para descarregar. Kai leva o grupo a um entreposto e Noble chega para prender o grupo, revelando se tratar de uma emboscada. Kai revela que estava aliado a Noble desde o começo em troca de favores e recompensa. Noble aponta Kora e Titus como desertores, Tarak como um nobre decaído e Nemesis como assassina de vários pelotões do Império. Kai exige que Gunnar paralise Kora, mas ele a liberta juntamente com os outros membros da resistência e assassina Kai. Darrian morre em um ataque suicida que destrói a nave e Kora elimina Noble. Os sobreviventes retornam para Veldt e são avistados por Jimmy.  
O corpo de Noble é resgatado pelas forças do Mundo Mãe. Noble é ressuscitado e se comunica com Balisarius num plano astral. Balisarius exige que Noble derrote a resistência e capture Kora.

## Elenco
- Sofia Boutella como Kora / Arthelais: uma antiga soldado do Império e filha adotiva de Balisarius que encontra refúgio no vilarejo lunar de Veldt após fracassar em defender a família real e desertar o Exército Imperial. Kora lidera a resistência contra Noble e convoca diversos guerreiros do cosmo para combater na insurgência contra o Mundo Mãe.[6]
- Michiel Huisman como Gunnar
- Djimon Hounsou como General Titus: Um antigo general do Império que caiu em desgraça e desertou após a morte das tropas sob seu comando. Titus é convencido por Kora e Gunnar a embarcar na luta armada contra o Império sob a promessa de vingar a morte de seus soldados e reviver seus dias de glória.[7]
- Ed Skrein como Atticus Noble: um almirante do Império e braço-direito de Balisarius encarregado de negociar com as colônias em nome do Mundo Mãe e arregimentar mais tropas para as forças imperiais. Noble entra em conflito com Kora e sua resistência após a tentativa de dominar o vilarejo lunar de Veldt.[7]
- Charlie Hunnam como Kai: um mercenário e piloto espacial habilidoso contactado por Kora para indicar a localização de guerreiros para a resistência e também contratado pelas forças do Império para delatar possíveis detratores do regime.[7]
- Doona Bae como Nemesis: Uma habilidosa espadachim ciborgue que entra para a resistência buscando vingança contra o Império pelo assassinato de seus filhos. Nemesis amputou seus braços e substituiu por duas lâminas similares a uma katana em um ato de rebeldia contra o Mundo Mãe, tornando-se uma das mais temidas e procuradas espadachins da galáxia.[7]
- Ray Fisher como Darrian Bloodaxe: Um guerreiro e líder do planeta Shasu. Juntamente com sua irmã Devra, Darrian lidera um luta com recursos escassos contra as forças do Império quando é contatado por Kora para unir forças na resistência contra o Mundo Mãe. Darrian aceita apoiar a luta armada de Kora ao relembrar seus antigos acordos com Gunnar pela remessa de grãos de Veldt.[7]
- Cleopatra Coleman como Devra Bloodaxe: Uma guerreira e líder nata do planeta Shasu que apoia seu irmão, Darrian, na liderança da resistência contra as forças do Império. Inicialmente relutante em apoiar Kora, Devra decide unir forças com o grupo para defender os interesses de seu planeta natal e vingar a aniquilação do Sharaan.[8]
- Fra Fee como Balisarius: Um antigo e habilidoso soldado do Império que ascende ao poder e passa a controlar as forças imperiais como Regente após um golpe contra a família real. Balisarius se torna o pai adotivo de Kora após destruir seu planeta natal e a treina como uma das melhores recrutas do Império.[9][8]
- Anthony Hopkins como JC-1435 / "Jimmy": Um robô de guerra construído séculos antes da Invasão de Veldt por uma tecnologia desconhecida e que serviu como guardião da família real antes da ascensão de Balisarius. Ao contrário da maioria dos robôs, Jimmy é senciente e acompanha de longe os eventos da rebelião.[10]
- Staz Nair como Tarak, um antigo príncipe do planeta Samandrai e que sobrevive como ferreiro no planeta portuário de Neu-Wodi. Tarak possui uma habilidade em se comunicar com feras e a natureza e tornou-se escravo do contrabandista Hickman após uma dívida que não pôde quitar.
- Alfonso Herrera como Cassius[9]
- Stuart Martin como Den: Um fazendeiro local e pretendente de Kora.[11]
- Cary Elwes como o Rei[9]

## Produção

### Desenvolvimento
O filme é inspirado na obra Shichinin no Samurai (1954) de Akira Kurosawa e nos filmes de Star Wars. Rebel Moon também começou a ser desenvolvido como um filme de Star Wars que Zack Snyder havia mostrado para a Lucasfilm, na época da conclusão da trilogia prequel em 2005 e a venda da Lucasfilm para a Walt Disney Company em 2012. Este passo era para ser uma visão mais madura do universo de Star Wars. Após a aquisição, o projeto foi apresentando a presidente da Lucasfilm, Kathleen Kennedy durante a produção de Star Wars: The Rise of Skywalker (2019) mas ela e Snyder tiveram divergências criativas e o projeto foi re-desenvolvido pelo produtor Eric Newman e Snyder, primeiro como uma série de televisão original, antes de se decidir por um filme para ser lançado na Netflix.

### Montagem de Elenco
Em 2 de novembro de 2021, foi anunciado que Sofia Boutella havia sido escalada para o filme. Em 9 de fevereiro de 2022, Charlie Hunnam, Djimon Hounsou, Ray Fisher, Jena Malone, Staz Nair e Bae Doona se juntaram ao elenco. Mais tarde naquele mês, Stuart Martin e Rupert Friend se juntaram ao projeto. Em 8 de abril de 2022, Cary Elwes, Corey Stoll, Michiel Huisman e Alfonso Herrera, E. Duffy, Charlotte Maggi e Sky Yang se juntaram ao elenco, em 16 de maio de 2022, Ed Skrein foi anunciado para substituir Rupert Friend no papel de Balisarius, também foi anunciado que Cleopatra Coleman, Fra Fee & Rhian Rees se juntaram ao elenco em papéis não revelados.

### Filmagens
As filmagens começaram em 19 de abril de 2022, com Zack Snyder compartilhando as primeiras imagens do set no Twitter naquele dia. Ele será finalizado até 4 de novembro de 2022, com 117 dias de filmagem ocorrendo na Califórnia, para aproveitar US$ 83 milhões em gastos qualificados e incentivos fiscais, Zack Snyder está filmando duas partes, com ambas as partes sendo filmadas consecutivas. Rebel Moon tem lançamento previsto para 2023 na Netflix.

## Recepção
No site agregador de críticas Rotten Tomatoes, 22% das 165 resenhas dos críticos são positivas, com uma classificação média de 4,2/10. O consenso do site diz: "Rebel Moon: Part One – A Child of Fire prova que Zack Snyder não perdeu seu talento visual, mas o colírio para os olhos não é suficiente para compensar um enredo composto por vários tropos de ficção científica/fantasia." O Metacritic, que usa uma média ponderada, atribuiu ao filme uma pontuação de 31 em 100, baseado em 40 críticos, indicando críticas "geralmente desfavoráveis".

## Futuro
Em junho de 2023, ao ser entrevistado sobre um possível desenvolvimento da trama em outros títulos, Zack Snyder afirmou ter esperanças de que o filme se tornasse "um imenso IP e um universo que possa ser construído". Em agosto de 2023, uma sequência foi oficialmente anunciada sob o título Rebel Moon – Part Two: The Scargiver e planejada para ser lançada em 19 de abril de 2024. A produção do segundo filme teve início em dezembro de 2023, quando o roteiro de um terceiro título já estava concluído. Snyder não detalha em entrevistas a extensão pretendida da franquia afirmando que o filme foi o primeiro de uma trilogia mas que seria seguido por uma "trilogia de sequências", o que implicaria logicamente em cinco filmes. Em abril de 2024, o roteirista Kurt Johnstad especificou que a franquia seria composta por seis filmes subdividida em três enredos distintos narrados em partes duplas. 